# 竺培风

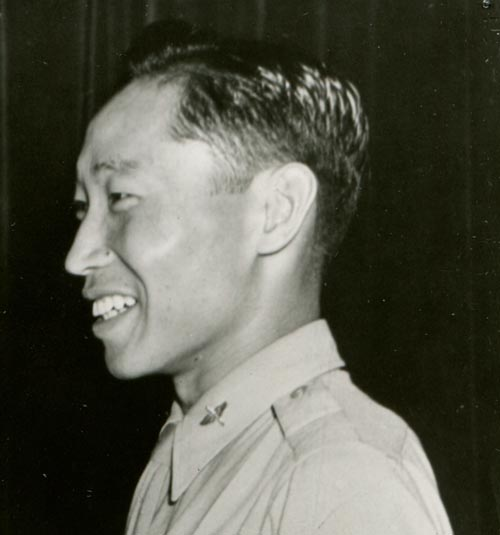
竺培風在美國航太總署NASA受訓時肖像

竺培风（1916年—1948年），国军飞行员，1948年1月12日因公务殉职。浙江奉化人。

## 生世
竺培风是浙江奉化县（今宁波市奉化区）王庙镇（今萧王庙街道）后竺村人，祖上曾是望族。父亲竺芝珊，民国时财经政治人物；母亲蒋瑞莲，蒋中正之妹；故竺培风为蒋中正外甥，自小深得蒋中正宠爱提携。其妹竺培英（1925年－2006年），大陆解放后留在上海，曾任上海卢湾区政协委员，是上海市第七和第八届政协委员。

## 生平
1926年，竺培风赴上海，就读于上海万竹小学（今上海实验小学）。1933年，竺赴江苏苏州，入读苏州东吴大学附属中学，和蒋中正养子蒋纬国同学多年。1939年，竺考入南京中央大学土木工程系。大学毕业后，竺赴英国留学，入读伦敦大学。后转学入读剑桥大学，学习土木工程，毕业后得土木工程学士学位。
竺培风归国后加入中华民国空军，成为国军飞行员。1943年夏季，竺与中华民国空军军官学校第16期学员一道派赴美国学习飞行技术。曾先后学习于美国亚利桑那州威廉机场（今Williams Air Force Base，威廉斯空军基地），雷乌机场，马瑞纳机场（今Marana Regional Airport），道格拉斯机场（今Douglas Municipal Airport）。竺经历见习飞行，初级飞行，中级飞行，高级飞行一系列阶段训练。1944年，训练合格。之后转至美国空军航空队，见习4个月。见习期满后回国，竺被编入国军空军第二中队，回国后至抗日战争时期，竺一直在第二中队服役，主要驾驶B-25米切尔型轰炸机。曾驻扎汉中，梁山等地空军基地。竺在抗日战争中的作战纪录包括：轰炸武汉日军设备，破坏平汉铁路等。
抗日战争胜利后，竺培风所在编队驻扎在上海江湾机场，竺此时主要驾驶C-46运输机，担任中尉作战参谋。竺在第二次国共内战中仍驾机参战，主要为前方轰炸，空投军用物资和空运兵力的任务。此时期总计执行前方轰炸人物300次，飞行时间总计逾1,000小时。
1947年12月29日，竺培风执行命令空運汽油，由上海起飛赴陕西西安。1948年1月6日，任务完毕由西安返回上海。同月8日，再飛赴西安。同月12日上午9时，自西安起飛，目的地江苏徐州，因飛機機械故障空中起火，在河南开封以西约20公里的韩庄附近墜毀，机毁人亡。

## 家庭与身后
抗日战争胜利后，于1945年圣诞节，竺培风与楊郁友女士在陪都重庆的嘉陵宾馆结婚，杨为贵州省政府主席杨森（国军陆军中将加上将）第三女。婚后有一女，竺殉职后不满1岁。
独女竺友冰（Dorothea Wu，从夫姓），美籍华人，现居纽约，任职银行业。嫁邬永扬（Felix Wu），籍貫奉化，美国华人物理学家。子Albert Wu。